# Марьинское сельское поселение (Марий Эл)
Марьинское сельское поселение — муниципальное образование (сельское поселение) в составе Юринского района Марий Эл Российской Федерации. Административный центр поселения — село Марьино.

## История
Статус и границы сельского поселения установлены Законом Республики Марий Эл от 18 июня 2004 года № 15-З «О статусе, границах и составе муниципальных районов, городских округов в Республике Марий Эл».

## Численность населения поселения
| 2010  | 2011  | 2012  | 2013  | 2014  | 2015  | 2016  |
| ----- | ----- | ----- | ----- | ----- | ----- | ----- |
| 1212  | →1212 | ↘1180 | ↘1156 | ↗1164 | ↘1119 | ↘1112 |
| 2017  | 2018  | 2019  | 2020  | 2021  | 2023  |       |
| ↘1060 | ↘1035 | ↘999  | ↘974  | ↘871  | ↘846  |       |

## Состав поселения
В состав сельского поселения входят 1 село, 1 посёлок и 9 деревень:
| №  | Населённый пункт | Тип населённого пункта       | Население |
| -- | ---------------- | ---------------------------- | --------- |
| 1  | Марьино          | село, административный центр | 485       |
| 2  | Анчутино         | деревня                      | 14        |
| 3  | Денисовка        | деревня                      | 22        |
| 4  | Дианово          | деревня                      | 0         |
| 5  | Козловец         | деревня                      | 33        |
| 6  | Копорулиха       | деревня                      | 86        |
| 7  | Красная Люнда    | деревня                      | 188       |
| 8  | Круглово         | деревня                      | 70        |
| 9  | Ленинский        | посёлок                      | 249       |
| 10 | Подгорное        | деревня                      | 51        |
| 11 | Черноярие        | деревня                      | 14        |